# Zona horària d'Àfrica Occidental

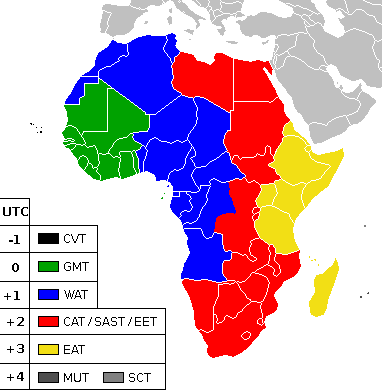
Zones horàries d'Àfrica.

La Zona horària d'Àfrica Occidental (en anglès: West Africa Time, WAT) és una zona horària que es fa servir en la part occidental d'Àfrica, exceptuant-ne els països a l'occident de Benín, els quals utilitzen el GMT. Tota la zona està avançada una hora respecte al temps universal coordinat (UTC+1), cosa que fa que tinguin la mateixa hora que l'CET.
Com que tots els països d'aquesta zona horària es troben a la regió equatorial on hi ha poca diferència en la llargada del dia en el decurs de l'any, no tenen horari d'estiu.
Els països de la zona són:
- Algèria
- Angola
- Benín
- Txad
- Camerun
- Gabon
- Guinea Equatorial
- Marroc
- Níger
- Nigèria
- República Centreafricana
- República del Congo
- República Democràtica del Congo (part occidental)
- Tunísia